# Hong Kong Tennis Open 2024 (maschile)
L'Hong Kong Tennis Open 2024 è stato un torneo di tennis professionistico che si è giocato su campi di cemento all'aperto. È stata la 28ª edizione del torneo facente parte della categoria ATP Tour 250 nell'ambito dell'ATP Tour 2024, e la prima dal 2002. Si è disputato al Victoria Park Tennis Stadium di Hong Kong, in Cina, dall'1 al 7 gennaio 2024.

## Partecipanti singolare ATP

### Teste di serie
| Nazionalità | Giocatore           | Ranking* | Testa di serie |
| ----------- | ------------------- | -------- | -------------- |
|             | Andrej Rublëv       | 5        | 1              |
|             | Karen Chačanov      | 15       | 2              |
| Stati Uniti | Frances Tiafoe      | 16       | 3              |
| Argentina   | Francisco Cerúndolo | 21       | 4              |
| Germania    | Jan-Lennard Struff  | 25       | 5              |
| Italia      | Lorenzo Musetti     | 27       | 6              |
| Serbia      | Laslo Đere          | 33       | 7              |
| Francia     | Arthur Fils         | 36       | 8              |

* Ranking al 25 dicembre 2023.

### Altri partecipanti
I seguenti giocatori hanno ricevuto una wildcard per il tabellone principale:
- Shintaro Mochizuki
- Shang Juncheng
- Coleman Wong

Il seguente giocatore è entrato in tabellone con il ranking protetto:
- Marin Čilić

I seguenti giocatori sono entrati in tabellone passando dalle qualificazioni:

- Tarō Daniel
- Marc-Andrea Hüsler
- Liam Broady
- Vitalij Sačko

### Ritiri
Prima del torneo
- Christopher Eubanks → sostituito da  Benjamin Bonzi
- Milos Raonic → sostituito da  Borna Gojo

## Partecipanti doppio ATP

### Teste di serie
| Nazionalità | Giocatore       | Nazionalità | Giocatore     | Ranking* | Testa di serie |
| ----------- | --------------- | ----------- | ------------- | -------- | -------------- |
| Belgio      | Sander Gillé    | Belgio      | Joran Vliegen | 50       | 1              |
| El Salvador | Marcelo Arévalo | Croazia     | Mate Pavić    | 51       | 2              |
| Francia     | Sadio Doumbia   | Francia     | Fabien Reboul | 70       | 3              |
| Austria     | Alexander Erler | Austria     | Lucas Miedler | 77       | 4              |

* Ranking al 25 dicembre 2023.

### Altri partecipanti
Le seguenti coppie di giocatori hanno ricevuto una wildcard per il tabellone principale:
- Zizou Bergs /  Coleman Wong
- Román Andrés Burruchaga /  Shintaro Mochizuki

### Ritiri
Prima del torneo
- Laslo Đere /  Bernabé Zapata Miralles → sostituiti da  Laslo Đere /  Jaume Munar

## Punti
| Evento    | V   | F   | SF  | QF | 2T   | 1T | Q    | Q2   | Q1   |
| Singolare | 250 | 165 | 100 | 50 | 25   | 0  | 13   | 7    | 0    |
| Doppio    | 250 | 150 | 90  | 45 | N.D. | 0  | N.D. | N.D. | N.D. |

## Montepremi
| Evento    | V        | F       | SF      | QF      | 2T      | 1T     | Q2     | Q1     |
| Singolare | 100640 $ | 58705 $ | 34510 $ | 19995 $ | 11610 $ | 7095 $ | 3550 $ | 1935 $ |
| Doppio*   | 35000 $  | 18800 $ | 11000 $ | 6100 $  | N.D.    | 3600 $ | N.D.   | N.D.   |

*per team

## Campioni

### Singolare
Andrej Rublëv ha sconfitto in finale  Emil Ruusuvuori con il punteggio di 6-4, 6-4.
È il quindicesimo titolo in carriera per Rublëv, il primo in stagione.

### Doppio
Marcelo Arévalo /  Mate Pavić hanno sconfitto in finale  Sander Gillé /  Joran Vliegen con il punteggio di 7-6(3), 6-4.